# Мира (фильм, 2022)
«Ми́ра» — российский научно-фантастический фильм-катастрофа 2022 года режиссёра Дмитрия Киселёва с Вероникой Устимовой, Евгением Егоровым и Анатолием Белым в главных ролях. Получил противоречивые отзывы критиков.

## Сюжет
Действие происходит в недалёком будущем. Главные герои фильма — 15-летняя Лера, живущая во Владивостоке, и её отец Валерий Арабов, космонавт-бортинженер на космической станции «МИР-А». Рядом с Землёй пролетает астероид диаметром в полкилометра, который вызывает метеоритный дождь. В последний момент выясняется, что метеориты не пролетят мимо, как предполагалось изначально, а накроют сначала станцию, потом Владивосток. Валерий успевает предупредить дочь по телефону. Город превращается в руины, но Лере удаётся спастись. Она вытаскивает своего брата Егора из разрушающегося высотного здания, в то время как Валерий остаётся на повреждённой станции и продолжает следить за ситуацией на Земле.
«Мира» сообщает Арабову, что на горящем танкере в любой момент может произойти взрыв, который уничтожит половину Владивостока. Предупреждённые отцом Лера и Егор вместо того, чтобы бежать, отправляются на танкер. Валерий помогает им включить систему пожаротушения, но для этого ему приходится отключить «Миру». Он рассказывает Лере, что через несколько минут станция сгорит в атмосфере, и прощается с дочерью. В последние секунды жизни Арабов видит, как оживает бабочка, жившая на станции до заморозки в вакууме.
Лера, выбравшись на палубу, видит, как в атмосфере сгорает падающая станция «Мир-А». В финальной сцене показан отстраиваемый заново Владивосток. К плюшевому мишке, который был у Леры на протяжении всего фильма, подлетает бабочка, похожая на ту, что была на станции.

## В ролях
- Анатолий Белый — Валерий Арабов, отец Леры
- Вероника Устимова — Лера Арабова
  - Агния Воробьёва — Лера в детстве
- Александр Петров — Егор, младший брат Леры
- Евгений Егоров — Миша, друг Леры
- Дарья Мороз — Светлана, мать Леры
- Максим Лагашкин — Борис, отчим Леры
- Андрей Смоляков — Фомин, высокопоставленный сотрудник Центра управления полётами
- Кирилл Зайцев — Антонов, командир Арабова
- Игорь Хрипунов — Рябинов, коллега Арабова и Антонова
- Татьяна Догилева — пожилая жительница города
- Владимир Симонов — пожилой житель города
- Антон Богданов — спасатель МЧС
- Кристина Корбут — Оля
- Марина Бурцева —Таня
- Игорь Смирнов — тренер
- Дарья Блохина — Мира (озвучка)
- Илья Лагутенко — камео

## Создание и оценки
«Мира» была представлена российскому Фонду кино в 2021 году, но не получила средств. В 2022 году проект всё же получил государственное финансирование. Общий бюджет составил 540 миллионов рублей. Режиссёром фильма стал Дмитрий Киселёв, главные роли получили Вероника Устимова и Анатолий Белый. Производством занимались кинокомпании «Марс Медиа Энтертейнмент» и «Амедиа» при поддержке Фонда кино.
Премьера «Миры» состоялась 22 декабря 2022 года. Фильм позиционировался как предназначенный для семейного просмотра. Сборы в прокате оказались далеки от ожидаемых. Обозреватель «Киноафиши» отметил в своей рецензии, что российские кинематографисты, судя по «Мире», «преодолевают свой страх делать фантастику». Он высоко оценил космические сцены, увидел главное не в «аттракционах», связанных с жанром фильма-катастрофы, а в драматической составляющей. Сусанна Альперина («Российская газета») по той же причине охарактеризовала картину как «аттракцион эмоций», в котором, однако, приняли заметное участие и мастера спецэффектов. По мнению Юлии Шагельман («Коммерсантъ»), авторы фильма «вполне освоили голливудский язык, однако говорят на нем исключительно по-русски».
Алексей Литовченко («Кинорепортёр») констатировал, что «Мира» принадлежит к морально устаревшему жанру, а сюжет фильма собран из клише. При этом он увидел в картине «внезапный элемент антиутопии»: главный герой обладает доступом к системе, осуществляющей тотальный контроль, и только благодаря этому ему удаётся спасти близких. По мнению критика, фильм всё же достоин просмотра — в том числе благодаря отдалённому сходству с картинами «Дитя человеческое» и «Гравитация».